# Gle Balekangin
Gle Balekangin är en kulle i Indonesien.   Den ligger i provinsen Aceh, i den västra delen av landet, 1 800 km nordväst om huvudstaden Jakarta. Toppen på Gle Balekangin är 179 meter över havet, eller 88 meter över den omgivande terrängen. Bredden vid basen är 2,9 km.
Terrängen runt Gle Balekangin är kuperad åt nordost, men åt sydväst är den platt. Runt Gle Balekangin är det glesbefolkat, med 11 invånare per kvadratkilometer. I omgivningarna runt Gle Balekangin växer i huvudsak städsegrön lövskog.